# البابا بيوس الثاني عشر والمقاومة الألمانية
خلال الحرب العالمية الثانية، حافظ البابا بيوس الثاني عشر على روابط مع المقاومة الألمانية للنازية ضد النظام النازي لأدولف هتلر. على الرغم من بقائه محايدًا علنًا، نصح بيوس البريطانيين في عام 1940 باستعداد بعض الجنرالات الألمان للإطاحة بهتلر إذا كان يمكن ضمان سلامهم، وعرض المساعدة للمقاومة الألمانية في حالة حدوث انقلاب وحذر الحلفاء من المخطط الغزو الألماني للدول المنخفضة عام 1940. اعتبر النازيون أن البابا قد شارك في أعمال معادلة للتجسس.

## خلفية
كان الجيش هو المنظمة الوحيدة في ألمانيا القادرة على الإطاحة بالحكومة. من داخله، جاء عدد قليل من الضباط لتقديم أخطر تهديد للنظام النازي. كما قدمت وزارة الخارجية وأبفير (المخابرات العسكرية) من القيادة العليا للفيرماخت دعمًا حيويًا للحركة. رافق تطهير هتلر للجيش عام 1938 زيادة التشدد في النازية في ألمانيا، وتكثيف حاد لاضطهاد اليهود وتجرؤات استغلال السياسة الخارجية. مع اقتراب ألمانيا من الحر، ظهرت المقاومة الألمانية.
افترض بيوس الثاني عشر البابوية في عام 1939. في تراكم الحرب، سعى للعمل كوسيط سلام. كما فعل الكرسي الرسولي خلال فترة البابوية بنديكتوس الخامس عشر (1914-1922) خلال الحرب العالمية الأولى، انتهج الفاتيكان، تحت حكم بيوس الثاني عشر، سياسة الحياد الدبلوماسي خلال الحرب العالمية الثانية. وصف بيوس الثاني عشر، مثل بنديكتوس الخامس عشر، الموقف بأنه «حياد» وليس «حيادية». ربما كانت علاقات بيوس الثاني عشر مع المحور وقوات الحلفاء محايدة، ولكن في وقت مبكر من الحرب، شارك المخابرات مع الحلفاء حول المقاومة الألمانية والغزو المخطط له للبلدان المنخفضة وضغط على موسوليني للبقاء محايدًا.